# Moore’s Island
Moore’s Island är en ö i Bahamas.   Den ligger i distriktet Moore’s Island District, i den norra delen av landet, 140 km norr om huvudstaden Nassau. Arean är 16,6 kvadratkilometer.
Terrängen på Moore’s Island är mycket platt. Öns högsta punkt är 21 meter över havet. Den sträcker sig 8,7 kilometer i nord-sydlig riktning, och 4,8 kilometer i öst-västlig riktning.